# Idona murrayae
Idona murrayae är en insektsart som beskrevs av Paul S. Cwikla och Freytag 1982. Idona murrayae ingår i släktet Idona och familjen dvärgstritar. Inga underarter finns listade i Catalogue of Life.